# Coemansia bainieri
Coemansia bainieri är en svampart som beskrevs av Kwasna, M.J. Richardson & G.L. Bateman 2002. Coemansia bainieri ingår i släktet Coemansia och familjen Kickxellaceae.   Inga underarter finns listade i Catalogue of Life.